# Penthetria zheana
Penthetria zheana är en tvåvingeart som beskrevs av Yang och Chen 1995. Penthetria zheana ingår i släktet Penthetria och familjen hårmyggor.
Artens utbredningsområde är Zhejiang (Kina). Inga underarter finns listade i Catalogue of Life.